# Грайль, Патрик
Па́трик Грайль (нем. Patrick Greil; род. 8 сентября 1996, Штоккерау, Корнойбург) — австрийский футболист, полузащитник клуба «Зандхаузен».

## Клубная карьера
Грайль — воспитанник клубов «Ред Булл (Зальцбург)» и концерна Ред Булл. 25 мая 2014 года он дебютировал за фарм-клуб последних — Аниф (ныне «Лиферинг») против команды «Святой Иоганн» в австрийской региональной лиге. 19 сентября 2015 года в поединке против «Швац» он забил первый гол в составе клуба. 
В июле 2018 года Грайль на правах свободного агента перешёл в «Аустрию» (Клагенфурт). 27 июля в поединке против «Аустрии Лустенау» Патрик дебютировал во второй австрийской Бундеслиге. 28 сентября в матче против «Флоридсдорфа» он забил дебютный гол в составе команды. 25 июля 2021 года Грайль в матче против «Вольфсберга» дебютировал в австрийской Бундеслиге. 28 августа в поединке против «Тироля» Патрик забил свой первый гол в этом турнире.
По окончании контракта, Грайль на правах свободного агента перешёл в клуб «Рапид». 31 июля 2022 года в матче против своего бывшего клуба «Аустрия» полузащитник дебютировал за венский клуб. 26 февраля 2023 года в матче против «Вольфсберга» Грайль забил первый гол в составе команды. 